# Nyírlugos

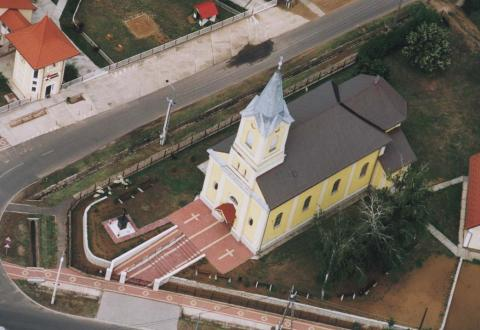
Romersk-katolska kyrkan.

Nyírlugos är en mindre stad i distriktet Nyírbátor i provinsen Szabolcs-Szatmár-Bereg i nordöstra Ungern. Nyírlugos hade år 2020 totalt 2 529 invånare.